# Cztery Refy
Cztery Refy – polski zespół szantowy założony 1985 roku przez członków Akademickiego Klubu Żeglarskiego w Łodzi występujących przed laty w zespole Refpatent. W ciągu przeszło dwudziestu lat istnienia zespół zdobył praktycznie wszystkie możliwe wyróżnienia na festiwalach szantowych w całej Polsce (m.in. kilkukrotnie wyróżniony na festiwalu Shanties w Krakowie). Od 1985 jest organizatorem i gospodarzem Łódzkich Spotkań z Piosenką Żeglarską „Kubryk”.
W ciągu 20 lat istnienia zespołu przewinęło się przez niego ok. dwudziestu muzyków, obecny skład ukonstytuował się w 2000 roku.
Instrumentarium zespołu składa się wyłącznie z instrumentów akustycznych, duża część utworów, głównie klasyczne szanty, śpiewanych jest a cappella.

## Członkowie zespołu

### Pierwotny skład zespołu
- Joanna Pędziwiatr
- Jerzy Ozaist
- Zbigniew Zakrzewski
- Dariusz Matuszak
- Paweł Jasiak
- Wojciech Nowak
- Jerzy Rogacki (zmarły 9 sierpnia 2019[1]) – wokal, anglo-koncertina
- Piotr Zaleski

### Obecny skład zespołu
- Izabela Puklewicz-Łuczak – skrzypce
- Maciej Łuczak – wokal, gitara
- Jerzy Ozaist – wokal, bodhrán
- Zbigniew Zakrzewski – wokal, drumla
- Wiktor Bartczak – wokal, flażolety, gitara, mandolina, banjo, koncertyna

## Dyskografia
- 1987 Pożegnanie Liverpoolu
- 1988 Niech zabrzmi pieśń
- 1990 Pieśni wielorybnicze
- 1990 Cumy rzuć! Żagle staw!
- 1991 Almost Live (z Kenem Stephensem)
- 1991 Płyń z nami w rejs
- 1993 Round the Capstan (z Simonem Spaldingiem)
- 1993 Sea Songs & Shanties
- 1995 Folk Tunes, Sea Songs & Shanties
- 1996 Kiedy z morza wraca Jack
- 1996 Bitwy morskie
- 1997 Sea Songs, Shanties & Folk Tunes
- 1997 On Deck (z Simonem Spaldingiem)
- 1998 Czas w morze ruszać nam
- 2002 Wszyscy na deck!
- 2004 Tak było (1987-1992)
- 2006 Time & Tide (z Ianem Woodsem)
- 2007 Tak było II (1987-1992)
- 2011 Bound Away
- 2013 Live